# Satellaview
Satellaview (яп. サテラビュー Сатэрабю:) — периферийное устройство с функцией спутникового модема, разработанное компанией Nintendo для игровой системы Super Famicom и выпущенное в 1995 году. Устройство, оснащённое 1 мегабайтом ПЗУ и 512 килобайтами дополнительной оперативной памяти, позволяло загружать игры, журналы и другой контент через спутниковое вещание, предоставляемое японской компанией St.GIGA. Значительную поддержку проекту оказали сторонние разработчики, включая Squaresoft, Taito, Konami, Capcom и Seta. Для использования Satellaview необходимо было приобрести или арендовать на шесть месяцев специальный спутниковый BS-тюнер у компании St.GIGA. Устройство подключалось к порту расширения, расположенному на нижней стороне игровой системы Super Famicom.
Разработка Satellaview стала результатом сотрудничества между Nintendo и St.GIGA — компанией, известной в Японии своими трансляциями «Tide of Sound». К 1994 году St.GIGA столкнулась с финансовыми проблемами вследствие японского экономического кризиса 1990-х годов, который привёл к снижению спроса на её музыкальный контент. Nintendo предложила финансовую поддержку, приобретя долю в компании. Разработкой Satellaview занималось подразделение Nintendo Research & Development 2 — та же команда, которая создала Super Famicom. Устройство было ориентировано на аудиторию взрослых пользователей. К 1998 году отношения между Nintendo и St.GIGA начали ухудшаться из-за отказа St.GIGA принять план по управлению задолженностью и невозможности получить государственную лицензию на вещание. Nintendo прекратила поддержку Satellaview в марте 1999 года, хотя St.GIGA продолжала предоставлять контент до 30 июня 2000 года, когда сервис был окончательно закрыт.
Широкому распространению Satellaview среди потребителей препятствовали появление технически более совершенных игровых систем пятого поколения — Sega Saturn, PlayStation и Nintendo 64 —, а также высокая стоимость устройства, усугублявшаяся его ограниченной доступностью — Satellaview можно было приобрести только по почтовому заказу или в определённых сетях магазинов электроники. Несмотря на это, согласно отчётам St.GIGA, к марту 1997 года количество подписчиков достигло более 100 000 человек. В современных оценках отмечаются технологические достижения Satellaview и высокое качество библиотеки, особенно игр серии The Legend of Zelda. В последние годы Satellaview привлекает внимание исследователей истории видеоигр, поскольку значительная часть контента системы считается утраченным. Группы энтузиастов по сохранению видеоигр занимаются восстановлением игр и других материалов Satellaview, обеспечивая доступ к ним через интернет.

## История
В начале 1990 года была основана St.GIGA — дочерняя компания спутникового радиовещания японской спутниковой телевизионной компании WOWOW Inc. с офисом в токийском районе Акасака. St.GIGA считается первой в мире цифровой спутниковой радиостанцией, находилась под управлением Хироси Ёкои и получила известность благодаря трансляциям «Tides of Sound» — высококачественным цифровым записям звуков природы, сопровождаемым повествованием диктора, известного как «Voice». На первых этапах деятельность компании была успешной, она привлекала внимание своим новаторским подходом и нетрадиционными методами работы. Впоследствии St.GIGA начала издавать альбомы с собственной и зарубежной музыкой (включая Hearts of Space и различные композиции коллектива Deep Forest), а также выпускать сопутствующие товары: программные гиды и «звуковые календари». К 1994 году финансовое положение St.GIGA ухудшилось вследствие экономического спада в Японии, что привело к снижению расходов потребителей на эмбиент-музыку и спутниковые системы. В мае компания Nintendo приобрела 19,5 % акций St.GIGA с целью оказания финансовой поддержки и содействия в успешной реструктуризации компании.
Разработка Satellaview началась вскоре после приобретения, предположительно параллельно с созданием Virtual Boy и Nintendo 64. В то время как Nintendo занималась производством периферийного устройства, St.GIGA пересмотрела своё расписание вещания, включив новый программный блок «Super Famicom Hour», предоставляющий советы по игровому процессу и новости о готовящихся к выпуску играх Nintendo для Super Famicom. St.GIGA должна была обеспечивать необходимые спутниковые и вещательные услуги, а также транслировать многие из своих старых музыкальных программ и передач «Tides of Sound», в то время как Nintendo и другие сторонние разработчики создавали игры и другой контент для сервиса. В комментариях для игровых изданий Nintendo отмечала, что значительная часть контента Satellaview, особенно трансляции St.GIGA, предназначалась преимущественно для взрослой аудитории, а видеоигры занимали лишь небольшую часть эфирного времени.

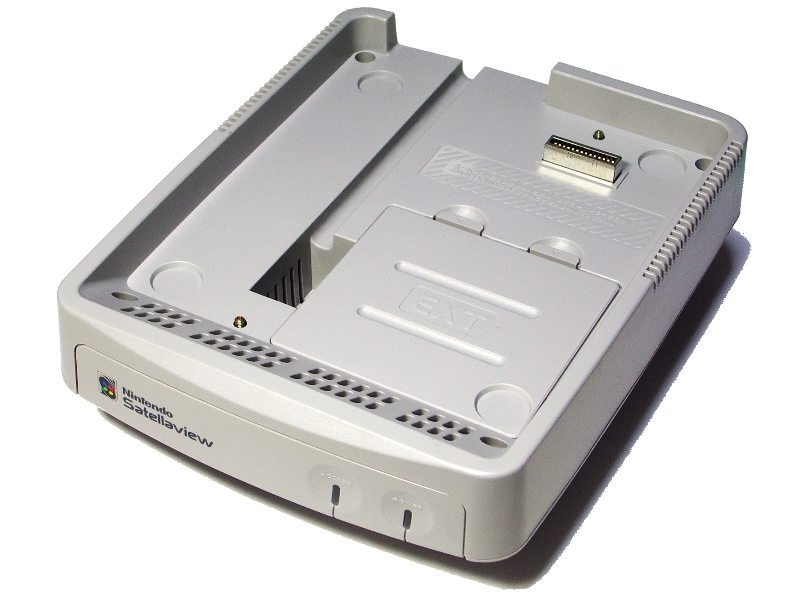
Satellaview отдельно от основной системы

Компания Nintendo официально анонсировала Satellaview 21 декабря 1994 года по розничной цене 14 000 японских иен. Несколько сторонних разработчиков, включая Capcom, Taito, Konami, Seta и Squaresoft, объявили о планах по созданию игр для Satellaview. Разработкой периферийного устройства занималось подразделение Nintendo Research & Development 2 — та же команда, которая ранее создала игровую систему Super Famicom. Несмотря на то, что Nintendo столкнулась со снижением продаж игр для Super Famicom и низкими показателями Virtual Boy, руководство компании выражало уверенность в перспективах Satellaview, что должно было повысить доверие потребителей; президент компании Хироси Ямаути ожидал ежегодных продаж около 2 миллионов устройств Satellaview. Предварительные заказы стали доступны с 25 февраля 1995 года. Вещание для Satellaview началось 1 апреля, а само устройство поступило в продажу 23 апреля. Оно распространялось исключительно по почтовым заказам, минуя розничные магазины.
Satellaview никогда не выпускалось за пределами Японии. По данным некоторых изданий, это было связано с высокой стоимостью цифрового спутникового вещания и предполагаемым отсутствием интереса со стороны американских потребителей. На начальном этапе работы сервиса компания St.GIGA столкнулась с рядом проблем, связанных с трансляцией видеоигр и игровых сервисов через Satellaview, включая юридические вопросы с другими компаниями и технические ограничения того времени. В июне 1996 года компания Nintendo объявила о возможном сотрудничестве с Microsoft для запуска аналогичного сервиса для Windows, который должен был объединить вещательные услуги St.GIGA с коммутируемым доступом в Интернет; однако этот проект так и не был реализован. К марту 1997 года, согласно отчёту St.GIGA, число активных пользователей Satellaview составляло 116 378 человек.
К середине 1998 года отношения между Nintendo и St.GIGA начали ухудшаться. St.GIGA отклонила разработанный Nintendo план реструктуризации долга, предусматривающий уменьшение капитала компании, несмотря на имевшийся долг в размере 8,8 миллиардов иен, а также не подала в установленный срок заявку на получение государственной лицензии на цифровое спутниковое вещание. В результате Nintendo прекратила разработку новых игр и контента для данного периферийного устройства начиная с марта 1999 года, а также отменила предоставление контента и услуг через новый спутник BS-4. St.GIGA продолжила поддержку Satellaview, транслируя повторные показы старого контента и ограничив сервис только видеоиграми. Поддержка Satellaview была полностью прекращена 30 июня 2000 года из-за отсутствия внешней поддержки и значительного сокращения пользовательской базы, которая уменьшилась примерно на 60 % с пикового значения 1997 года до около 46 000 активных абонентов. Через год компания St.GIGA объявила о банкротстве и объединилась с японской медиакомпанией WireBee, Inc.

## Технические характеристики

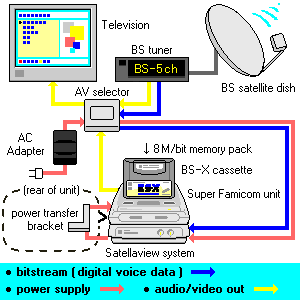
Схема работы Satellaview

Устройство Satellaview подключается к порту расширения на нижней части игровой системы Super Famicom, подобно 64DD или Sega CD. Сама система Super Famicom получает питание через специальный переходник устройства. Данное периферийное устройство расширяет возможности Super Famicom, добавляя 1 МБ постоянной памяти и 512 КБ оперативной памяти. Комплект Satellaview включает специальный четырехсторонний адаптер питания и AV-селектор, соединяющий консоль с необходимым BS-тюнером. Игры и данные трансляций хранились на 8-мегабайтных картах памяти, которые вставлялись в верхнюю часть специального картриджа. Эти картриджи памяти можно было перезаписать новым содержимым, в том числе при помощи определённых игр для Super Famicom, например, RPG Tsukūru Super Dante. Сервис Satellaview предоставлялся бесплатно в открытом (незашифрованном) формате вещания, и финансировался за счёт продаж самого периферийного устройства и рекламы, при этом пользователю необходимо было отдельно купить или арендовать спутниковую антенну и приёмник.
Обязательный системный картридж под названием BS-X: Sore wa Namae o Nusumareta Machi no Monogatari (обычно переводится как «BS-X: The Town Whose Name Was Stolen» — «Город, у которого украли имя»), служил как интерактивной системой меню, так и самостоятельной игрой. Игра представляет собой центральный мир, напоминающий EarthBound, где здания представляют различные сервисы Satellaview. Игроки могли создать собственного персонажа, приобретать предметы в магазинах, расположенных по всей карте, играть в мини-игры, читать объявления от St.GIGA и Nintendo, а также участвовать в конкурсах. Картридж увеличивал аппаратную производительность Super Famicom за счет дополнительной оперативной памяти.

## Игры и сервисы
Для Satellaview было выпущено в общей сложности 114 игр; некоторые представляли собой ремейки или обновленные версии более ранних игр для Family Computer и Super Famicom, другие были разработаны специально для этого сервиса. Среди известных игровых серий Nintendo были представлены Kirby, F-Zero, Fire Emblem, The Legend of Zelda и Super Mario Bros.. Среди оригинальных разработок Nintendo была игра Sutte Hakkun. Создатель EarthBound Сигэсато Итои разработал рыболовную игру под названием Itoi Shigesato no Bass Tsuri No. 1. Была выпущена ранее не издававшаяся игра Special Tee Shot, позднее переработанная в Kirby’s Dream Course. Среди игр от сторонних разработчиков были Radical Dreamers и Treasure Conflix от Squaresoft, Harvest Moon от Pack-In-Video, Shiren the Wanderer от Chunsoft, Super Earth Defense Force от Jaleco и Derby Stallion '96 от ASCII. Игры с технологией SoundLink транслировались с живым озвучиванием от радиоведущих и комментаторов. В отличие от других игр для Satellaview, в игры SoundLink можно было играть только по расписанию прямых трансляций. Nintendo регулярно проводила турниры по определенным играм, таким как Wario's Woods, где игроки могли соревноваться за призы.
Помимо игр, владельцы Satellaview имели доступ к различным дополнительным сервисам. Бесплатно предоставлялись игровые журналы, такие как Famitsu и Nintendo Power, а также общеяпонские издания, посвященные новостям, музыке или интервью со знаменитостями. Журналы с технологией SoundLink сопровождались комментариями, часто от известных японских личностей, таких как комедийный дуэт Bakushō Mondai и радиошоу All Night Nippon. Трансляции компании St.GIGA включали природные звуковые пейзажи «Tide of Sound» и другую музыку. Специальный информационный бюллетень, выпускаемый совместно St.GIGA и Nintendo, содержал обновления сервиса, такие как информация о конкурсах и предстоящих событиях.

## Наследие
Несмотря на привлечение значительной аудитории игроков и успешность проекта для компании St.GIGA, Nintendo рассматривала Satellaview как коммерческий провал. С появлением технологически превосходящих игровых систем, таких как Sega Saturn, PlayStation и Nintendo 64, потребители проявляли низкий интерес к приобретению Satellaview, что усугублялось ограниченной доступностью устройства — только через заказ по почте или в определённых магазинах электроники.
Ретроспективные оценки Satellaview преимущественно положительные. Журнал Retro Gamer высоко оценил технологические достижения периферийного устройства, предоставлявшего раннюю форму онлайн-игр за годы до появления таких сервисов, как Xbox Live. В издании также отмечалось высокое качество игровой библиотеки, в частности серии BS Legend of Zelda. По мнению Nintendo World Report, уникальность устройства, вероятно, не будет повторена на современных игровых консолях, как и его библиотека игр и сервисов. Shacknews включил Satellaview в список наиболее инновационных продуктов Nintendo за технологические достижения и вклад в развитие онлайн-игр. Kill Screen охарактеризовал Satellaview как «один из наиболее важных ранних экспериментов по объединению игр и повествования», особенно отмечая игры с технологией Soundlink и озвучивание. В издании выразили сожаление по поводу утраты всей библиотеки контента Soundlink после прекращения поддержки сервиса. Video Games Chronicle назвал Satellaview «впечатляющей и новаторской идеей для своего времени, инновацией, элементы которой можно наблюдать и сегодня в меньшей степени в виде интерактивного телевидения и эпизодических игровых выпусков от современных студий».
В 1999 году Nintendo выпустила для Nintendo 64 концептуального преемника Satellaview — 64DD с интернет-сервисом Randnet. Первоначально анонсированный в 1995 году, за год до выпуска игровой системы, Randnet обладал многими схожими функциями, такими как информационный бюллетень Nintendo и онлайн-игры, а также чат и электронная почта. Nintendo предлагала компании St.GIGA перейти от Satellaview к 64DD, однако после отказа St.GIGA Nintendo заключила партнёрство с японской медиакомпанией Recruit для создания Randnet. 64DD потерпело коммерческую неудачу на рынке.
Начиная с конца 2000-х годов, вокруг Satellaview сформировалось активное сообщество, что связано с утратой большей части контента после прекращения работы сервиса. Многие энтузиасты сохранения видеоигр и поклонники Nintendo искали сохранившиеся картриджи памяти для извлечения игровых данных и их дальнейшего сохранения в цифровом формате. Некоторые энтузиасты создали неофициальные частные серверы, работающие с оригинальным картриджем приложения BS-X, и перевели отдельные игры, включая проекты из серии Legend of Zelda. В ретроспективных публикациях отмечается проблема окончательной утраты значительного объёма контента Satellaview, в особенности живого аудиосопровождения из игр с технологией Soundlink и цифровых информационных бюллетеней.